# Palaemon pacificus
Palaemon pacificus är en kräftdjursart som först beskrevs av William Stimpson 1860.  Palaemon pacificus ingår i släktet Palaemon och familjen Palaemonidae. Inga underarter finns listade i Catalogue of Life.

## Bildgalleri

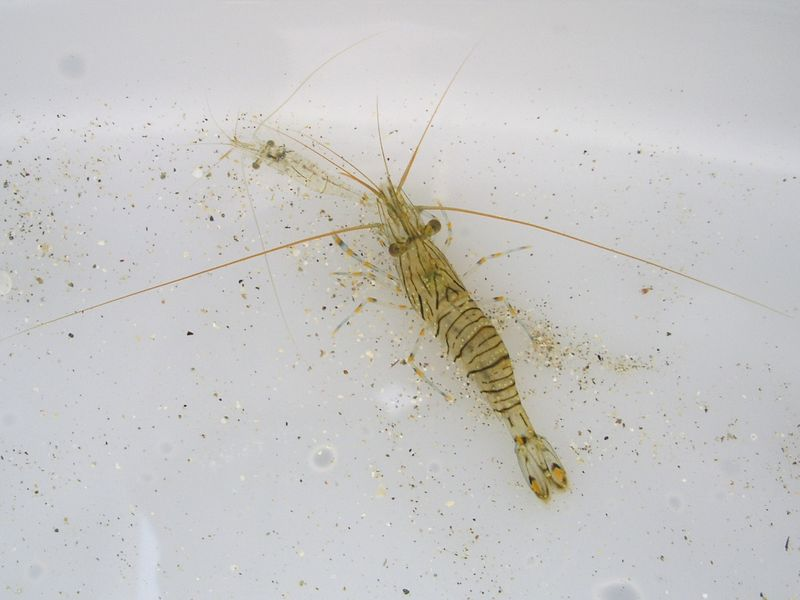